# Robinsonia evanida
Robinsonia evanida är en fjärilsart som beskrevs av William Schaus 1905. Robinsonia evanida ingår i släktet Robinsonia och familjen björnspinnare. Inga underarter finns listade.